# 雄激素不敏感症候群
雄激素不敏感症候群（英語：Androgen insensitivity syndrome，AIS）是一种因无法对雄激素产生反应而导致的疾病，通常是由于雄激素受体功能异常所引起的。
雄激素不敏感症候群是导致46,XY型性别染色体个体生殖器发育不足的最主要单一原因。